# Aeropuerto Internacional del Norte
El Aeropuerto Internacional del Norte (Código IATA: NTR - Código OACI: MMAN - Código DGAC: ADN), es un aeropuerto privado ubicado entre los municipios de Apodaca y General Escobedo, Nuevo León, México, que opera como un aeropuerto secundario de Monterrey.

## Información
El aeropuerto se inauguró el 5 de septiembre de 1942, para cubrir los vuelos desde la ciudad de Dallas, Texas ya que en la Ciudad de México no se contaba con un aeropuerto internacional aún, teniendo así un servicio para Monterrey para después con líneas mexicanas volar hacia la Ciudad de México. Después, cuando el tráfico de aviones se incrementó en la ciudad, se dio la necesidad de crear otro aeropuerto, el Aeropuerto Internacional de Monterrey.
Las autoridades que intervienen en las operaciones del Aeropuerto Internacional del Norte son: 
- AFAC
- Aduana
- Migración
- SAGARPA
- SENEAM (Servicios a la Navegación en el Espacio Aéreo Mexicano)

El Aeropuerto Internacional del Norte fue cohesionado en agosto de 1993 por el gobierno federal a la empresa Sociedad Cooperativa de Consumo de Servicios Aéreos quien lo estuvo operado hasta abril de 2024 cuando pasó a ser operado por el grupo Olmeca-Maya-Mexica.
El Aeropuerto Internacional del Norte tiene 200 socios activos, sus instalaciones albergan 300 aeronaves y más de 2,000 personas trabajan directa o indirectamente en este lugar.
El aeropuerto también funciona como sede de la Base Aérea No.14 de la Fuerza Aérea Mexicana.
Las ayudas VOR / DME que tiene el aeropuerto son:
- Tres conos de viento iluminados
- Faro Omnidireccional
- Torre de Control con radar
- Plan de vuelo grabado

El combustible se ofrece de la siguiente manera:
- Tres pipas para suministrar Turbosina y dos pipas para Gasavión.
- Se cuenta con una isleta para suministrar Gasavión en la plataforma principal.

El Aeropuerto cuenta con un Cuerpo de Rescate y Extinción de Incendios con categoría 7, compuesto por personal capacitado en combate y prevención de incendios en aeronaves, manejo de materiales peligrosos, atención médica prehospitalaria, búsqueda y rescate que cuenta con: 
- 1 unidad de intervención rápida,
- 2 de ataque pesado,
- 2 unidades de apoyo, que en su conjunto suman 25,000 litros de agente extintor,
- también cuenta con ambulancia equipada para soporte vital básico-avanzado.

Se cuenta con el servicio de Meteorología Satelital Meteorlogix 
El aeropuerto cuent con un horario de 7:00 a 24:00 (disponible extensión de tiempo a solicitud del interesado) los 365 días del año. Próximamente habrá operación 24 horas y tiene un servicio de seguridad las 24 horas.

### Instalaciones militares
La Base Aérea Militar No. 14 es la sede del Escuadrón Aéreo 108 que opera aeronaves UH-60 Black Hawk. Cuenta con una plataforma de aviación de 22,350 metros cuadrados, un hangar y las instalaciones necesarias para el alojamiento de efectivos de la fuerza aérea, Su comandante en 2019 era el General de Grupo Piloto Aviador Diplomado de Estado Mayor Aéreo Carlos de Jesús Gracia Ríos.

## Servicios
Este aeropuerto privado cuenta con los siguientes operadores de FBO en servicio:
- ASERTEC
  - Personal calificado para operaciones Nacionales e Internacionales
  - Sala de pasajeros
  - Sala de pilotos y Sala de descanso
  - Servicio de transportación privada para pilotos y pasajeros
  - 2 Hangares de resguardo y 3 para Mantenimiento
  - Taller Autorizado AFAC, así como Centro autorizado AgustaWestland para mantenimiento de helicópteros.
  - A.P.U.
  - Comisariato
  - Tarifas preferenciales en hoteles
  - Combustible Turbosina y Avgas
  - Servicio de transportación en helicóptero flexible a sus necesidades.
  - Administración de aeronaves (servicios, documentos, mantenimiento) y de tripulaciones.

- Avianet
  - Personal bilingüe
  - Sala de pasajeros
  - Sala de pilotos
  - Transporte para pilotos y pasajeros
  - Hangar
  - Taller aeronáutico
  - Venta de refacciones
  - Comisariato
  - A.P.U.
  - Tarifas preferenciales en hoteles
  - Combustible Gasavión 100LL

- Aero Corporación Azor
  - Arreglos aduanales y de migración
  - Coordinación fuera de horario de las autoridades del aeropuerto
  - Vuelos rápidos
  - Planificación de vuelos
  - Envíos internacionales
  - Hangar de 11,600 pies cuadrados y rampa de 18,000 pies cuadrados
  - Gasavión y turbosina
  - Unidad de suelo DC
  - Mantenimiento técnico calificado en pistones y turbinas A y P
  - Línea de servicio altamente calificada

## Proyectos de Ampliación y Modernización
- El Aeropuerto Internacional del Norte, puso en marcha (en 2009) el proyecto de aviación general, el cual detonará la expansión de sus instalaciones, mediante la urbanización y renta de las primeras cinco hectáreas.

- En el último año, el Consejo del Aeropuerto del Norte ha invertido sumas millonarias en el acondicionamiento de las instalaciones para contar con equipos como el ILS, mismo que le permitirá aumentar hasta un 10% la operación de las instalaciones.

- Respecto de la primera etapa de expansión del aeropuerto, están en renta los primeros 57 lotes de 600 [metros cuadrados (de 30 m por 20 m de fondo), en los cuales se busca la instalación de hangares para generar proyectos relativos a la Aviación General, tales como corporativa, deportiva y recreativa; así como a la aeroespacial.

- Esta nueva sección de Aviación General quedará ubicada en el sector del aeropuerto llamado Whisky, en terrenos que colindan con la carretera a Salinas Victoria. El aeropuerto consta de 239 hectáreas en total.

## Alianza con UANL
La Facultad de Ingeniería Mecánica y Eléctrica de la UANL y el Aeropuerto Internacional del Norte suscribieron un convenio de colaboración científica, tecnológica y elaboración de proyectos académicos ligados a la aviación general y todo lo relacionado con el desarrollo de la misma, que abarca la aviación ejecutiva y recreativa. Con este convenio, se pondrá a disposición de los proyectos de colaboración en Aviación General la infraestructura humana y material que sea necesaria para el buen desarrollo y materialización de los objetivos establecidos. Así, se abren oficialmente foros donde se podrán compartir experiencias, estableciendo redes de colaboración entre las organizaciones para fortalecer el desarrollo de la industria aeroespacial mexicana.

## Accidentes e incidentes
- El 25 de marzo de 1954 una aeronave Douglas C-53-DO (DC-3) con matrícula XA-GUN operado por Aeronaves de México que realizaba un vuelo entre el Aeropuerto de Mazatlán y el Aeropuerto Internacional del Norte se estrelló en el Pico del Fraile durante su aproximación mientras esperaba autorización para aterrizar, muriendo los 3 miembros de la tripulación y los 15 pasajeros.[5]

- El 2 de octubre de 1990 una aeronave Cessna 421 Golden Eagle con matrícula XB-DWT que realizaba un vuelo privado entre el Aeropuerto Internacional del Norte y el Aeródromo de Autlán con escala en el Aeródromo de Ciudad Guzmán se estrelló en el volcán de Colima antes de realizar su primera escala matando a sus 3 ocupantes.[6][7]

- El 17 de octubre de 2008 una aeronave Cessna 402C con matrícula XC-HAQ propiedad del Gobierno de Baja California Sur que operaba un vuelo entre el Aeropuerto Internacional del Norte y el Aeropuerto de La Paz se estrelló en el Cerro del Fraile en Monterrey poco tiempo después de despegar, matando al piloto Jaime Emilio Real Cosío, al copiloto Armando Ávila Ochoa y al secretario de Finanzas de Baja California Sur, Nabor García Aguirre.[8][9]

- El 9 de febrero de 2018 una aeronave Piper PA-31T Cheyenne II con matrícula XB-JRO tuvo que aterrizar de emergencia en el Aeropuerto de Apodaca mientras realizaba un vuelo de prueba, debido a una falla en el tren de aterrizaje por lo que la aeronave aterrizó "de panza"; ninguno de los 3 tripulantes resultó lesionado y el personal aeropuerto informó que no hubo daños estructurales en la pista.[10][11]

- El 29 de abril de 2021 una aeronave Piper PA-32-260 Cherokee Six con matrícula N15349 operada por TRN Aviation LLC que realizaba un vuelo privado entre el Aeropuerto Internacional del Norte y Aeropuerto de Laredo, se precipitó a tierra poco tiempo después de despegar, estrellándose sobre un taller de tractocamiones, muriendo los 6 ocupantes de la aeronave y causando daños graves en la aeronave y en dos tractocamiones.[12][13][14]

- El 4 de octubre de 2021 una aeronave Beechcraft 95-B55 Baron con matrícula N55JX que operaba un vuelo privado entre el Aeropuerto Regional de Lancaster y el Aeropuerto Internacional del Norte tuvo que aterrizar un aterrizaje forzoso en el municipio de Vallecillo. La aeronave se incendió después del impacto, los dos ocupantes resultaron heridos.[15][16]

- El 30 de mayo de 2025, una aeronave privada Cessna 172H Skyhawk con matrícula 	XB-OXW que realizaba un vuelo entre el Aeropuerto Internacional del Norte y el Aeropuerto de Chihuahua se desplomó bajo circunstancias desconocida durante su fase de crucero en el municipio de Castaños, Coahuila, matando a sus 2 ocupantes.[17][18]